# یودیت توت
یودیت توت (مجاری: Judit Tóth; ۲۷ دسامبر ۱۹۰۶ – ۱ سپتامبر ۱۹۹۳) ژیمناست هنری اهل مجارستان بود.